# Pathé News
Pathé News è stato un produttore di cinegiornali e documentari dal 1910 al 1970 operante nel Regno Unito. Il suo fondatore, il francese Charles Pathé, è stato un pioniere della tecnologia delle immagini in movimento nell'era del muto. L'archivio Pathé News è conosciuto oggi come British Pathé. La sua raccolta di filmati è completamente digitalizzata e disponibile online.

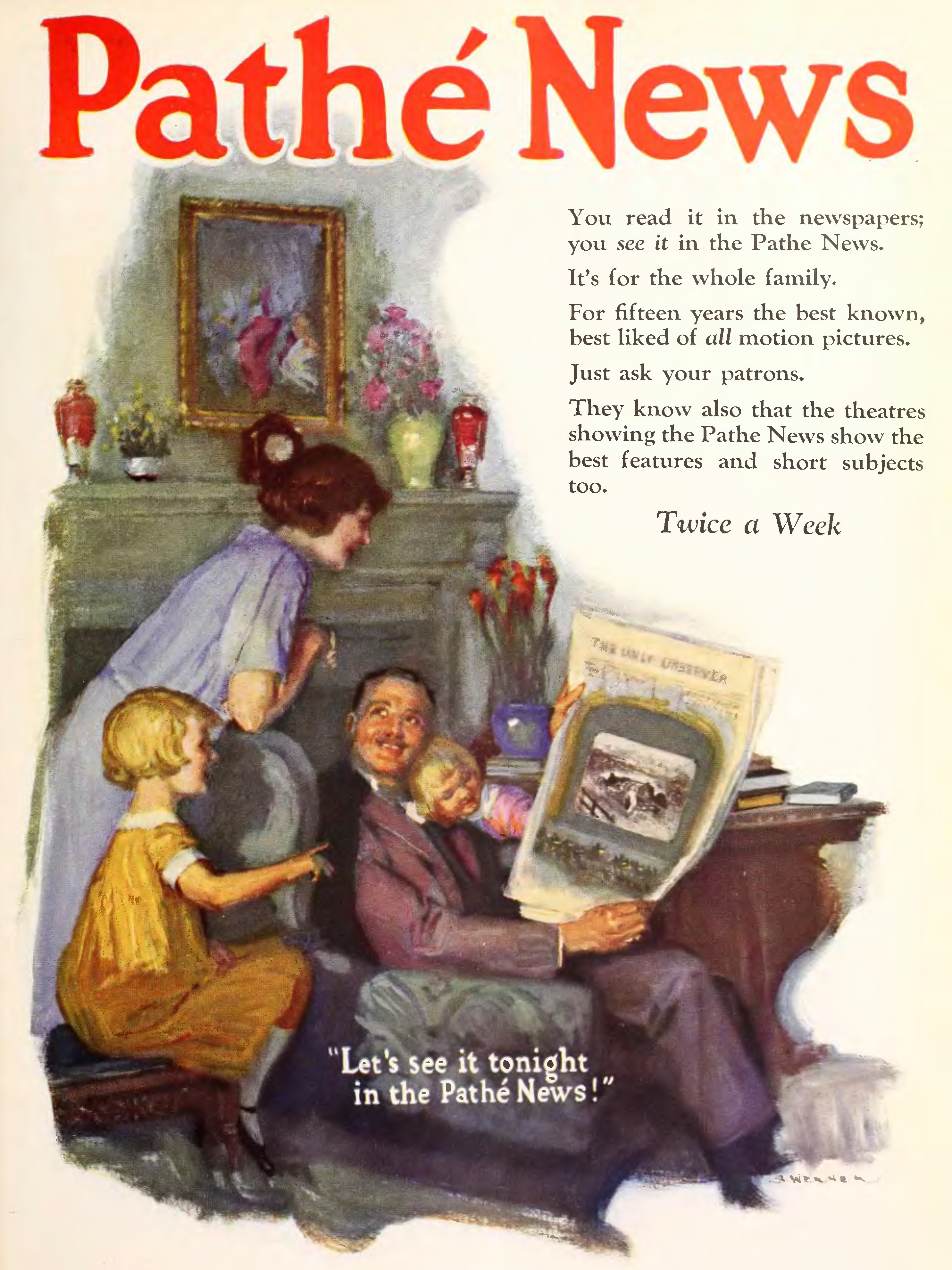
Pubblicità di Pathe News in Motion Picture News, 1926

## Cambi di denominazione
British Pathé ha cambiato denominazione come segue:
- C.G.P.C. (1910–1927)
- First National-Pathé (1927–1933)
- Associated British-Pathé/RKO-Pathé (1933–1958)
- Warner-Pathé (1958–1969)
- British Pathé News (1990–1995)
- British Pathé (dal 1995)